# جایزه امی ساعات پربیننده بهترین برنامه پویانمایی
جایزه امی ساعات پربیننده بهترین برنامه پویانمایی (انگلیسی: Primetime Emmy Award for Outstanding Animated Program) یک جایزه سالانه است که به بهترین برنامه پویانمایی اهدا می‌شود. مجموعه سیمپسون‌ها با ۱۱ برد بیشتر از هر مجموعه دیگری این جایزه را دریافت کرده‌است.